# Projekt 68bis
Projekt 68bis eller Sverdlov-klass var den sista klassen av konventionella kryssare med artilleri som huvudbeväpning som byggdes för Sovjetunionens flotta. Det var en utveckling av Projekt 68 Tjapajev som började byggas innan andra världskriget. De var de första örlogsfartyg med helsvetsat skrov som byggdes i Sovjetunionen. Trettio exemplar var planerade, men produktionen avbröts av Nikita Chrusjtjov när införandet av sjömålsrobotar gjorde den klassiska kryssaren omodern. Fjorton fartyg hann färdigställas och sju som höll på att byggas skrotades. Fartygen byggdes mellan 1949 fram till att det senaste i tjänst 1955. Några av fartygen var i tjänst fram till slutet av 80-talet. Ett fartyg Mikhail Kutuzov är bevarat som museifartyg i Novorossijsk.
Kryssarna i Projekt 68bis kom i stället att fylla samma roll i Sovjetunionens flotta som slagskeppen av Iowa-klassen gjorde i USA:s flotta; Som tungt artilleriunderstöd vid amfibieoperationer och för beskjutning av landmål.

## Fartyg

### Färdigställda

#### Sverdlov
Påbörjad: 15 oktober 1949, Sjösatt: 5 juli 1950, Tagen i tjänst 15 maj 1952 i Östersjöflottan

Efter en stor översyn under våren 1966 lades Sverdlov i malpåse i Leningrad. 11 februari 1972 togs hon åter i tjänst och deltog under 1970-talet i flottbesök bland annat i Algeriet och Frankrike. 14 februari 1978 lades hon åter igen i malpåse, den här gången i Liepaja. 1989 avrustas hon och såldes 1990 till Indien för skrotning.

#### Dzerzjinskij
Påbörjad: 21 december 1948, Sjösatt: 31 augusti 1950, Tagen i tjänst 18 augusti 1952 i Svartahavsflottan

Under 1958 byggdes Dzerzjinskij om som provplattform för en marin version av luftvärnsroboten S-75 Dvina. De båda aktre 152 mm-tornen och åtta 37 mm-pjäser togs bort och ersattes med en SM-64 stabiliserad robotlavett. Dessutom installerades radarsystemen Kaktus och Razliv. Proven föll inte väl ut och 1961 togs robotsystemet bort och hon omklassades till utbildningsfartyg. Juni 1967 till oktober 1973 var Dzerzjinskij stationerad i Egypten och understödde egyptiska flottan under sexdagarskriget och oktoberkriget. 19 februari 1980 avrustades hon och lämnades att rosta i Sevastopol. 1988 såldes hon till Indien för skrotning.

#### Ordzjonikidze
Påbörjad: 19 oktober 1949, Sjösatt: 17 september 1950, Tagen i tjänst 30 juni 1952 i Östersjflottan

Under ett flottbesök i Portsmouth i april 1956 försökte en grupp brittiska militära dykare i hemlighet undersöka fartygets undersida. En av dem var kommendörkaptenen Lionel Crabb som försvann spårlöst under uppdraget.
I april 1962 såldes Ordzjonikidze till Indonesien och 1963 togs hon i tjänst i indonesiska flottan under namnet KRI Irian. 1964 återvände hon till Dalzovod för reparationer på grund av bristande underhåll. När Suharto tog makten i Indonesien 1967 avrustades Irian och användes som flytande logement och senare som militärfängelse. 1970 sjönk hon under en storm och lämnades stående på botten. 1972 bärgades hon för att slutligen skrotas 1974.

#### Zjdanov
Påbörjad: 11 februari 1950, Sjösatt: 27 december 1950, Tagen i tjänst 31 december 1951 i Östersjöflottan

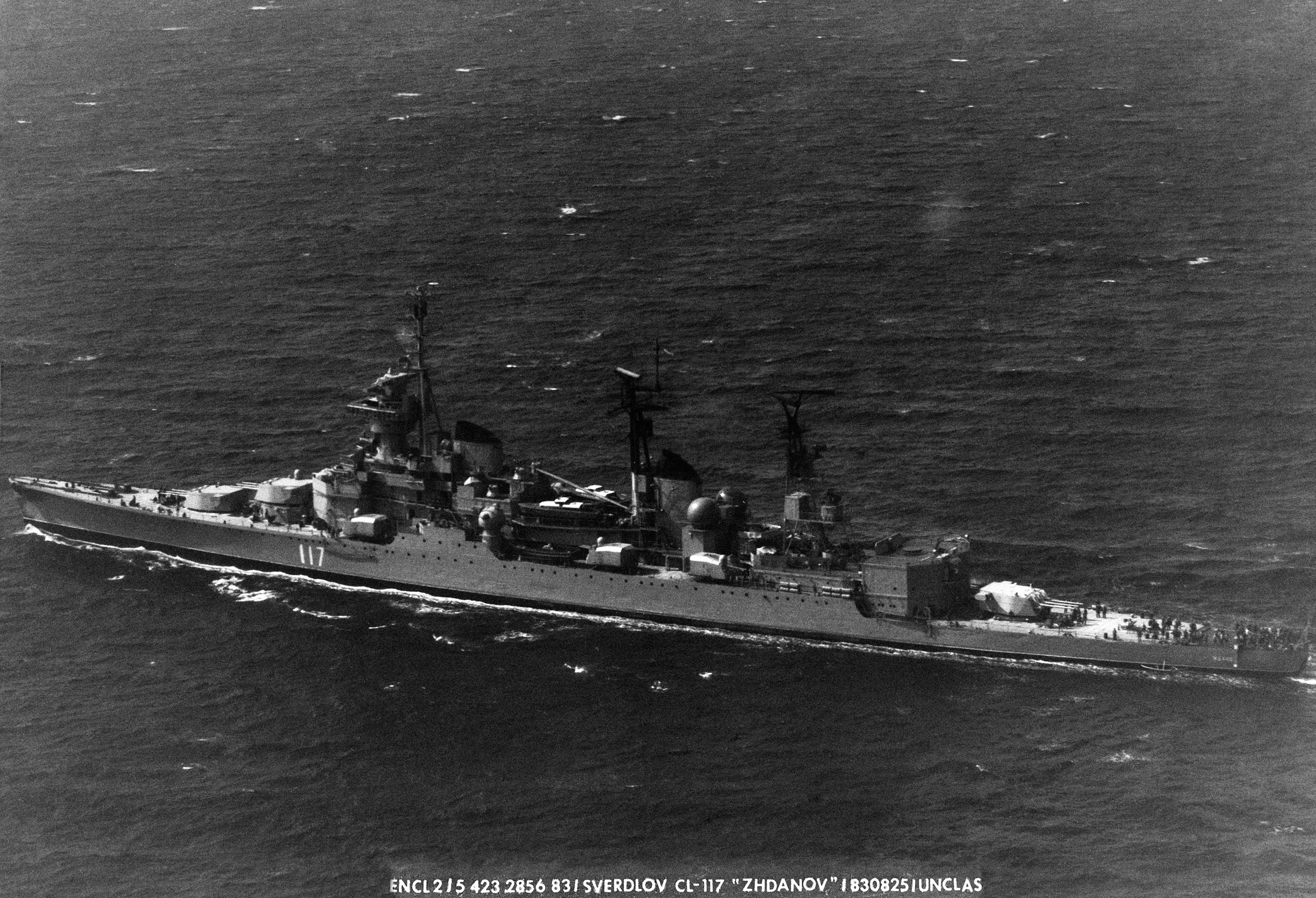
Kryssaren Zjdanov med den extra masten och den garage-liknande stridsledningscentralen.

1960 till 1965 låg Zjdanov i malpåse i Baltijsk. I november 1965 fördes hon över till Svartahavsflottan. 
Under nästan hela 1971 byggdes Zjdanov om till ledningsfartyg. X-tornet togs bort och ersattes med en ny överbyggnad innehållande stridsledningscentral och luftvärnssystemet Osa-M. Dessutom fick hon en ny mast 25 meter bakom skorstenen för ett flertal nya kommunikationssystem, bland annat den kraftfulla kort- och mellanvågssändaren Vjaz på 5 kW och satellitkommunikationssystemet Tsunami. Även omfattande inre ombyggnader gjordes för att kunna inkvartera stridsledningsstaben och förse alla nya system med elkraft. Hon fick även en helikopterplatta längst akterut.
Augusti till oktober 1972 var Zjdanov utlånad till norra flottan i Severomorsk för att delta i övningen Sever-72. I augusti 1976 undsatte hon ubåten K-22 i Medelhavet efter kollisionen med den amerikanska fregatten USS Voge. 1977 till 1980 genomgick Zjdanov en upprustning där bland annat den nya satellitlänken Kristall-K installeras. I februari till augusti 1982 patrullerade hon utanför Syrien och Libanon för att försvara sovjetiska fartygs tillgång till hamnen i Tartus. I februari till april 1984 patrullerade hon Sidrabukten för att avskräcka USA och NATO från flyganfall mot Libyen. I oktober och november 1986 låg hon i hamnen i Balaklava och utgjorde inspelningsplats för filmen ”Tjitjerin” med Leonid Filatov. Övningen Osen-88 i september 1988 blev hennes sista. I februari 1989 avrustas hon och 1991 skrotades hon i Sevastopol.

#### Aleksandr Nevskij
Påbörjad: 30 maj 1950, Sjösatt: 7 juni 1951, Tagen i tjänst 31 december 1952 i Norra flottan

Avrustades 30 maj 1989 och såldes för skrotning 31 december.

#### Admiral Nachimov
Påbörjad: 27 juni 1950, Sjösatt: 29 juni 1951, Tagen i tjänst 27 mars 1953 i Svartahavsflottan

Byggdes 1955 om som provplattform för sjömålsroboten P-1 Strela. Båda förliga kanontornen togs bort och ersattes av en SM-69 avfyringsramp och ett robotmagasin. Efter proverna avrustades hon 1960 och sänktes 1961 som målfartyg.

#### Admiral Usjakov
Påbörjad: 31 augusti 1950, Sjösatt: 29 september 1951, Tagen i tjänst 8 september 1953 i Östersjösflottan

Admiral Usjakov genomförde som relativt nybyggd ett flottbesök i Stockholm i april 1954. 1956 överförs hon till norra flottan. 1957 fick hon en helikopterplatta för att testa möjligheterna och fördelarna med låta helikoptrar operera från ytstridsfartyg. 1963 överfördes hon till svartahavsflottan. 1964 till 1971 låg hon i malpåse i Sevastopol. I samband med återaktiveringen moderniseras hon och fick i likhet med två av sina systerfartyg fyra stycken AK-230 automatkanoner och en MR-104 Rys eldledningsradar. 1973 genomförde hon en propagandaresa i Medelhavet där hon bland annat avlade flottbesök i Italien och i Latakia i Syrien. 1983 blev hon återigen lagd i malpåse och avrustas 1987. 1992 såldes hon till Indien för skrotning.

#### Admiral Lazarev
Påbörjad: 6 februari 1951, Sjösatt: 29 juni 1952, Tagen i tjänst 30 december 1954 i Östersjöflottan

Redan 1956 överfördes Admiral Lazarev till stillahavsflottan och tog sig under sommaren via nordostpassagen till Severomorsk. 1963 lades hon i malpåse för att bli återaktiverad 1972. År 1986 avrustades hon och såldes 1991 till skrotning i Indien.

#### Aleksandr Suvorov
Påbörjad: 21 februari 1951, Sjösatt: 15 maj 1952, Tagen i tjänst 31 december 1953 i Östersjöflottan

Genomförde tillsammans med Admiral Lazarev överföringen till stillahavsflottan via nordostpassagen under sommaren 1956. År 1986 blev hon lagd i malpåse och avrustades 1989. År 1991 såldes hon till Indien för skrotning.

#### Admiral Senjavin
Påbörjad: 31 oktober 1951, Sjösatt: 25 juni 1953, Tagen i tjänst 31 december 1953 i Stillahavsflottan

Avlade i november 1959 ett flottbesök i Surabaja. År 1966 till 1972 byggdes hon om till ledningsfartyg på samma sätt som Zjdanov (se ovan). År 1973 genomförde hon en långresa i Indiska oceanen och besökte bland annat Bombay, Mogadishu och Port Louis. Den 13 juni 1987 fattade ammunitionen i förliga tornet eld under en övningsskjutning varvid 37 människor omkom. I november 1979 besökte hon Hai Phong. År 1989 avrustades hon och såldes 1991 till Indien för skrotning.

#### Oktjabrskaja Revoljutsija
Påbörjad: 15 juli 1952, Sjösatt: 25 maj 1954, Tagen i tjänst 30 november 1954 i Norra flottan

Genomförde i augusti 1956 flottbesök i bland annat Göteborg och Oslo. Den 3 augusti 1957 bytte hon namn från Molotovsk till Oktjabrskaja Revoljutsija (oktoberrevolutionen). I december 1960 överfördes hon till östersjöflottan. I mars 1961 lades hon i malpåse i Kronstadt men återaktiverades i april 1966. Under hela 1969 var hon på ombyggnad i Sevastopol där hon fick fyra stycken AK-230 automatkanoner och en MR-104 Rys eldledningsradar. Somrarna 1970, 1971 och 1972 skickades hon till Medelhavet för att stödja Egypten och Syrien. I september 1987 avrustades hon och 1988–1990 skrotades hon i Leningrad.

#### Michail Kutuzov

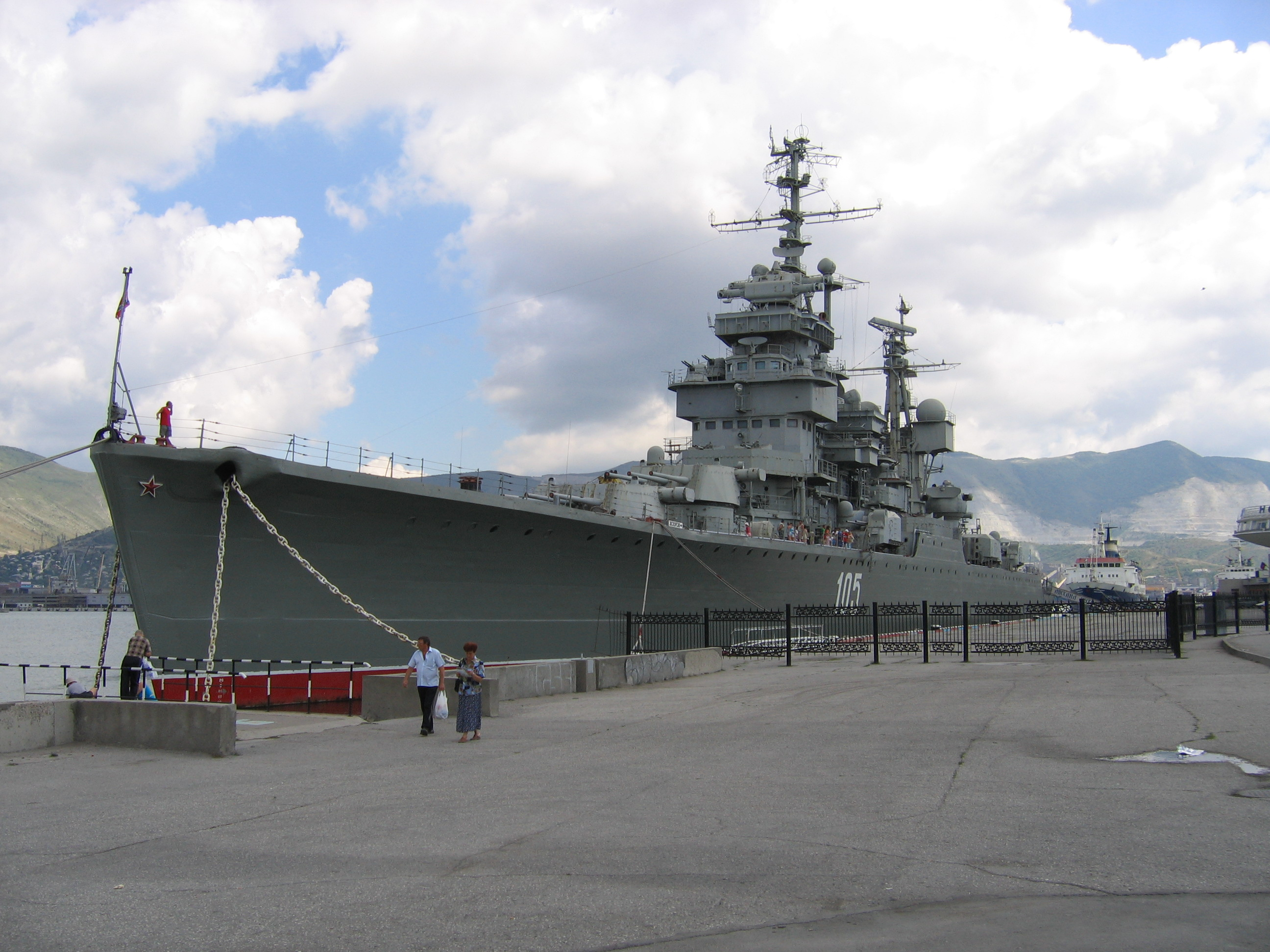
Michail Kutuzov som museifartyg i Novorossijsk.

Påbörjad: 23 februari 1951, Sjösatt: 29 november 1951, Tagen i tjänst 30 december 1954 i Svartahavsflottan

Under sommaren 1967 och hösten 1968 opererade Michail Kutuzov i Medelhavet för att stödja Egytptens och Syriens väpnade styrkor. 1987 lades hon i malpåse och år 2000 började hon rustas upp för att bli ett flytande museum i Novorossijsk. Michail Kutuzov är den enda kryssaren ur Projekt 68bis som är bevarad.

#### Dmitrij Pozjarskij
Påbörjad: 28 februari 1952, Sjösatt: 25 juni 1953, Tagen i tjänst 31 december 1953 i Stillahavsflottan

Dmitrij Pozjarskij var den första 68bis-kryssare som tog nordostpassagen till Severomorsk 1955. Sommaren 1968 genomförde hon en långresa i Indiska oceanen och besökte bland annat Bombay, Mogadishu, Umm Qasr, Karachi, Bandar Abbas, Aden och Colombo. 1979 lades hon i malpåse och avrustades i mars 1987. 1990 såldes hon till Indien för skrotning.

#### Murmansk
Påbörjad: 21 januari 1953, Sjösatt: 14 april 1954, Tagen i tjänst 22 september 1955 i Norra flottan

Från november 1970 till juli 1971 var hon stationerad i Medelhavet för att bistå egyptiska flottan. 1988 påbörjades en renovering, men den fullföljdes inte utan Murmansk placerades i stället i malpåse. 1992 avrustades hon och 1994 såldes hon till Indien för skrotning. Under bogseringen till Indien slets sig kryssaren och drev in i en vik vid Sørvær i Finnmark fylke där hon grundstötte. Det antogs först att vraket skulle brytas sönder av vågorna, men hon lade sig i stället till ro på grunt vatten (70°38′9″N 21°57′22″Ö / 70.63583°N 21.95611°Ö). Tre av kanontornen och stora delar av överbyggnaden stack upp ovanför vattnet och hon blev något av en turistattraktion. I augusti 2008 genomfördes provtagningar på vraket och mängden miljögifter gjorde att norska myndigheter beslutade att vraket skulle bärgas och skrotas. Det norska företaget AF Gruppen fick uppdraget och arbetet inleddes 2010.

### Avbrutna
Ytterligare fem kryssare, Sjtjerbakov, Admiral Kornilov, Kronsjtadt, Tallinn och Varjag, hann sjösättas och två, Archangelsk och Vladivostok, var under konstruktion när arbetet avblåstes. Samtliga avbrutna kryssare avrustades 2 september 1959 och skrotades kort därefter.